# Vallées de la Cère et de la Jordanne
Vallées de la Cère et de la Jordanne este o arie protejată (sit de importanță comunitară — SCI) din Franța întinsă pe o suprafață de 202,6 ha, integral pe uscat.

## Localizare
Centrul sitului Vallées de la Cère et de la Jordanne este situat la coordonatele 45°03′52″N 2°38′40″E / 45.0645°N 2.64434°E.

## Înființare
Situl Vallées de la Cère et de la Jordanne a fost declarat arie specială de conservare în baza directivei 92/43 din 1992 referitoare la conservarea habitatelor naturale și a faunei și florei sălbatice pentru a proteja 3 specii de animale.

## Biodiversitate
Situată în ecoregiunea continentală, aria protejată conține 3 habitate naturale: Păduri aluvionare cu Alnus glutinosa și Fraxinus excelsior (Alno-Padion, Alnion incanae, Salicion albae), Păduri pe pante, grohotișuri și ravene de Tilio-Acerion, Păduri de fag acidofile atlantice, cu subarboret de Ilex și, uneori, de asemenea, Taxus, la nivelul arbuștilor (Quercion robori-petraeae sau Ilici-Fagenion).
La baza desemnării sitului se află mai multe specii protejate:
- mamifere (1): vidră de râu (Lutra lutra)
- pești (2): zglăvoacă (Cottus gobio), cicar (Lampetra planeri)